# Pluz Energía Perú
Pluz Energía Perú (anteriormente Enel Distribución Perú y Edelnor) es una subsidiaria de la China Southern Power Grid, empresa multinacional China del sector energético, que participa en el mercado peruano en el sector de la Generación y Distribución de energía. En el país tiene centrales de energía de diversas fuentes: hidroeléctrica, eólica, solar y termoeléctrica. Es una empresa componente del índice S&P/BVL Perú General.
Tiene cerca de un millón y medio de clientes y cubre la zona norte de Lima Metropolitana, la provincia constitucional del Callao y las provincias de Huaura, Huaral, Canta, Barranca y Oyón.

## Historia

### Inicios como empresa privada (EE.EE.AA), nacionalización y Electrolima (1906 - 1992)
El origen de las empresas de energía eléctrica en Lima se remonta a la creación de las Empresas Eléctricas Asociadas (EE.EE.AA) en el año 1906, una empresa privada que se dedicaba a la generación, transmisión y distribución de electricidad, fue el reemplazo de la anterior empresa que operaba principalmente el tranvía de Lima, y experimentalmente la energía eléctrica. Esta empresa fue estatizada durante el período del Gobierno Revolucionario de la Fuerza Armada en 1974 convirtiéndose en la empresa estatal Electrolima. En el año 1992, durante el gobierno de Alberto Fujimori, se promulgó la Ley de Concesiones Eléctricas como parte del proceso de promoción de la inversión privada dividiendo a Electrolima en las unidades de negocio de generación, transmisión y distribución y abriendo el paso a las privatizaciones de muchas empresas públicas.

### Fragmentación de Electrolima y privatización (1992 - 2002)
En 1994 se fragmentó Electrolima en 5 empresas estatales de sociedad anónima: Empresa de Generación Eléctrica de Lima (Edegel), Empresa de Distribución Eléctrica de Lima y Norte (Edelnor), Empresa de Distribución Eléctrica de Lima - Sur (Edelsur), Empresa de Distribución Eléctrica de Chancay (EdeChancay) y la Empresa de Distribución Eléctrica de Cañete (EdeCañete). 
Más adelante la empresa española Endesa (a través de las empresas Compañía Peruana de Electricidad y Distrilima) se adjudicó la mayoría de acciones de Edelnor y EdeChancay, permitiendo que Edelnor absorba a EdeChancay y cambiando su denominación social a Empresa de Distribución Eléctrica Lima Norte - Edelnor S.A. Finalmente, el 19 de septiembre de 1998 se modificó el estatuto social convirtiendo a la empresa en una sociedad anónima abierta (Empresa de Distribución Eléctrica de Lima Norte - Edelnor S.A.A.) de acciones mixtas (estatales y privadas). En 2002, Endesa adquiere todas las acciones estatales sobrantes de Edelnor.

### Edelnor yEnel Distribución Perú(1998-2024)
En 2007, la empresa española Endesa (Empresa Nacional de Electricidad de España) es adquirida por la empresa italiana Enel (Ente Nacional para la Energía Eléctrica), y las acciones de Edelnor también formaron parte de la adquisición. La adquisición fue por parte de Enel mediante OPA a la constructora Acciona.
Durante el 2016, por acuerdo de las Juntas Generales de Accionistas de estas empresas que tenían participación mayoritaria por parte del grupo Enel en Perú, se aprobó el cambio de los nombres de las empresas Edelnor, que pasó a llamarse Enel Distribución Perú.

### Salida de Enel, compra de acciones y Pluz Energía
En 2023, la empresa matriz de Enel Perú, la italiana Enel. decidió hacer una reingeniería corporativa que dentro del plan estratégico está el de enfocarse en solo 6 países (Italia, España, Estados Unidos, Brasil, Chile y Colombia) que serían centrales para la compañía, provocando la retirada de Perú y Argentina a nivel sudamericano. Tras ello la matriz continental de Enel Perú, Enel Américas (con sede en Chile, país donde la compañía decidió permanecer), decidieron vender todos los activos en los países que se retiraran. En el caso del Perú, los activos de Enel Generación Perú o EDEGEL fueron vendidos a la empresa británica Actis que controla a la empresa Niagara Energy. Mientras que para Enel Distribución (Edelnor) y Enel X, la empresa decidió vender todos los activos a la empresa estatal china China Southern Power Grid International (CSGI) mediante un acuerdo de compra de activos por cerca de US$3.000 millones de dólares. Tras el cierre de la primera fase, el Estado tuvo varias observaciones y desacuerdos que no permitirían la culminación de la segunda y última fase, abriendo la posibilidad que el acuerdo no se cierre.Las autoridades competentes y medios empresariales y de comunicación, profesaron que una posible compra por parte de la CSGI podría causar un gran efecto que atenta contra la competencia, esto debido a que, si la compra se concretará todo el control de la energía eléctrica en Lima y Callao quedaría en manos de empresas cuyo propietario sería el Gobierno Chino, provocando un posible monopolio en la electricidad en Lima y en el Perú (las dos compañías de distribución en Lima, manejan más de la mitad del mercado eléctrico del país), considerando que la empresa que complementa a Enel Distribución en la distribución eléctrica en Lima, Luz del Sur, fue adquirido en 2019 por la empresa estatal China Three Gorges Corp. de la SASAC, por lo tanto ambas compañías serían del mismo grupo económico, algo restringido para Lima según la Ley.
En agosto de 2024 se concretó el proceso de venta a la empresa estatal China Southern Power Grid (CSG), a través de su empresa subsidiaria CSG International, y la subsidiaria de esta última, North Lima Power Grid Holding S.A.C. Así la Empresa de Distribución de Energía Eléctrica de Lima Norte o Enel Distribución Perú, pasará a llamarse Pluz Energía Perú.

## Actividades

### Distribución Eléctrica
A través de Pluz Energía, la compañía distribuye energía a los distritos de la zona norte y centro de Lima Metropolitana, toda la provincia constitucional del Callao y las provincias de Huaura, Huaral, Canta, Barranca y Oyón.
La zona de concesión, que abarca un área de 1550 km², cubre varios distritos de forma exclusiva (del centro y norte de la ciudad, y el norte del departamento), mientras que en Lima Metropolitana comparte otros 5 distritos con Luz del Sur (la otra empresa eléctrica para el resto de la ciudad y región), y en Lima Región comparte algunos distritos de la provincia de Huarochirí con Luz del Sur, en la provincia de Barranca con la empresa EMSEMSA, y en las provincias de Oyón, Barranca, Huaura, Canta y Huaral con la estatal Empresa de Administración de Infraestructura Eléctrica (ADINELSA). La provincia de Cajatambo queda excluida de la distribución por ser administrada totalmente por ADINELSA.
En conjunto Pluz Energía distribuye energía a más 1.5 millones de clientes finales o sea más de la mitad de la población de Lima Metropolitana y del Departamento de Lima.  

#### Zona de Concesión

##### Distritos
En Lima Metropolitana: Carabayllo, Ancón, Puente Piedra, Santa Rosa, Comas, Independencia, Los Olivos, San Martín de Porres, Rímac, Cercado de Lima (exceptuando la zona de Santa Beatriz, la zona sur, el triángulo de Grau y el Centro Cívico), La Victoria (solo la zona de Manzanilla), Breña,  Pueblo Libre,  San Miguel, Magdalena del Mar, Jesús María (excepto la zona norte, la de Santa Beatriz, el límite con Lince y algunas zonas fronterizas), San Isidro (solo la zona costera), El Agustino (excepto la zona este, la del Cerro San Pedro y La Atarjea), San Juan de Lurigancho, Bellavista, La Perla, La Punta, Carmen de la Legua-Reynoso, Callao, Ventanilla y Mi Perú.
En Lima Región: Distrito de San Antonio de Chaclla (Anexo 22) y distritos de la Provincias de Huaura, Huaral, Canta, Barranca (excepto Paramonga) y Oyón. 

## Composición accionaria
La participación se divide de la siguiente manera: